# Helina papuana
Helina papuana este o specie de muște din genul Helina, familia Muscidae, descrisă de Shinonaga și Tadao Kano în anul 1984. Conform Catalogue of Life specia Helina papuana nu are subspecii cunoscute.